# Anthem, Inc.
Anthem, Inc. er et amerikansk sundheds- og forsikringsselskab, som udbyder sundhedsforsikrng i USA. I 2021 havde de ca. 45 mio. medlemmer.
Før 2014 var virksomhedens navn WellPoint, Inc. og det nuværende selskab blev etableret i 2004 ved en fusion mellem WellPoint (Californien) og Anthem (Indianapolis), efter at begge selskaber havde foretaget flere opkøb.